# Laura Dekker
Laura Dekker (Whangarei, Nieuw-Zeeland, 20 september 1995) is de jongste zeiler die solo rond de wereld zeilde. Zij heeft vanaf haar geboorte de Nederlandse, Duitse en Nieuw-Zeelandse nationaliteit. Dekker maakte in 2009 het plan bekend om als jongste ooit de wereld rond te zeilen. Op 21 januari 2012 bereikte ze op een leeftijd van 16 jaar, 4 maanden en 1 dag, na een reis van 27.000 zeemijlen, de haven van het eiland Sint Maarten en rondde daarmee haar solo zeiltocht om de wereld af.

## Biografie

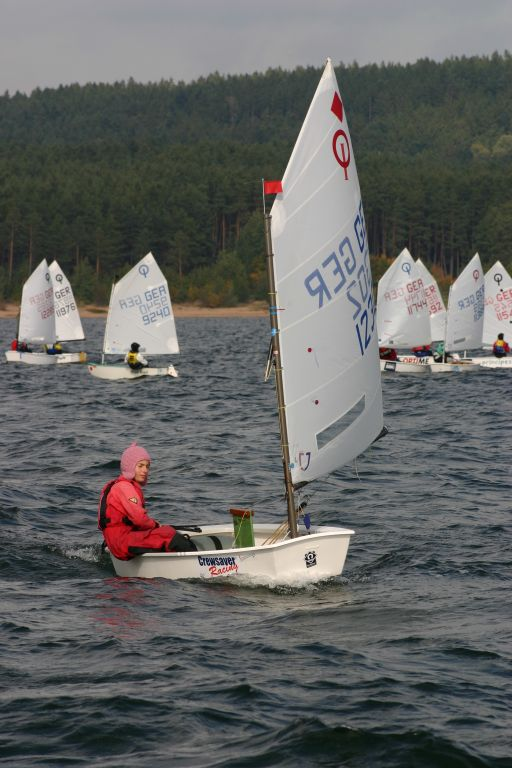
Een Optimist voor de wind

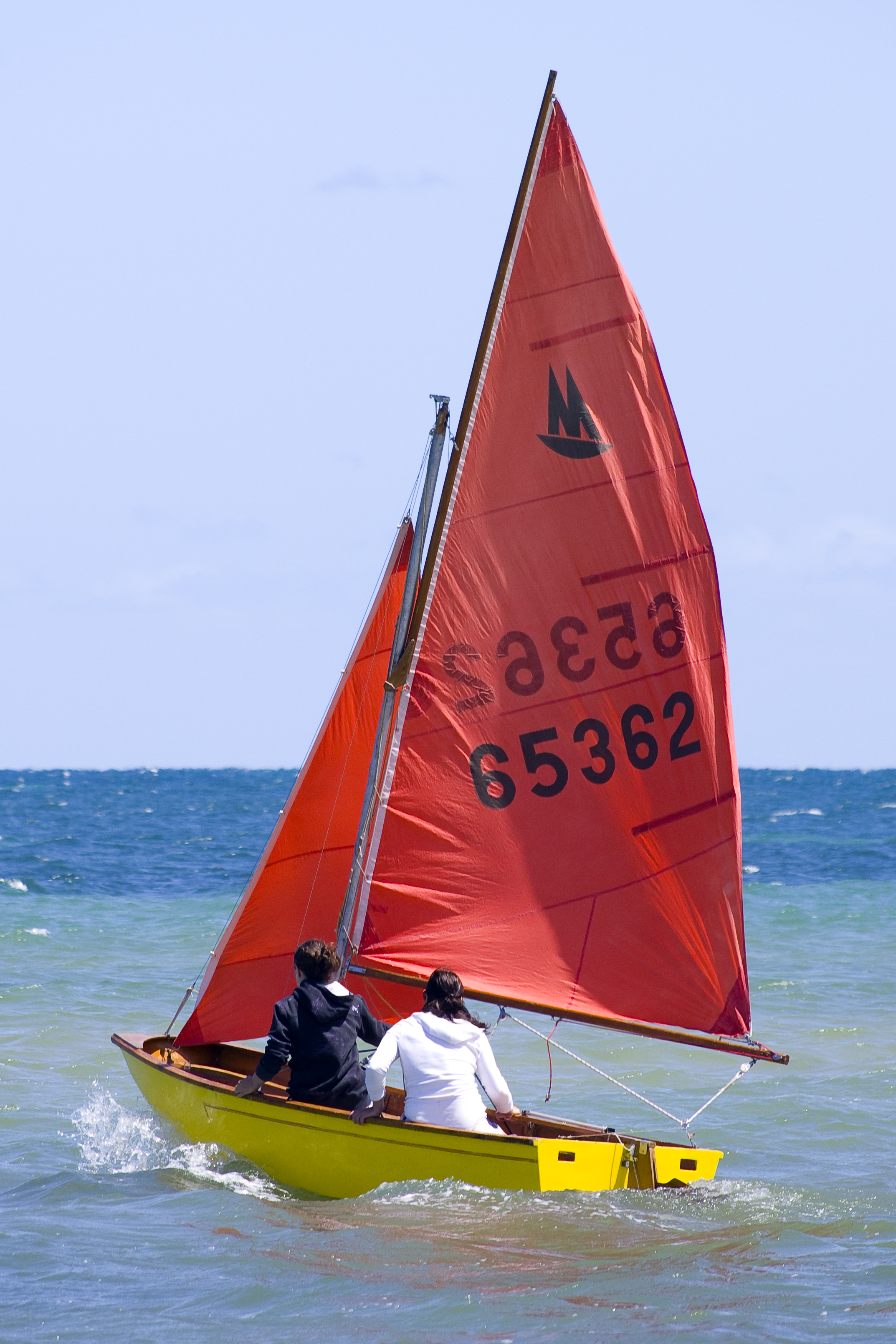
Een Mirror

Laura Dekker werd geboren in Whangarei, Nieuw-Zeeland tijdens een wereldreis van haar ouders. Haar vader heeft de Nederlandse nationaliteit, haar moeder de Duitse; Dekker heeft de Nederlandse, de Duitse en de Nieuw-Zeelandse nationaliteit. Haar eerste vier levensjaren verbleef zij met haar ouders op een schip op zee. Na de geboorte van haar zusje verhuisde het gezin alsnog naar een huis in Nederland. Haar ouders scheidden en Laura ging bij haar vader in de caravan en later op de boot wonen. Op haar zesde kreeg Dekker een eigen zeilboot; een Optimist, twee jaar later vervangen door een Mirror. Haar vader maakte voor de Mirror een zwaard van staal, omdat ze op achtjarige leeftijd iets te licht was voor dit type boot, en de vaareigenschappen daardoor niet goed waren.
Op haar tiende kreeg ze een Hurley 700. Op haar tiende en elfde zeilde Dekker in de schoolvakantie zes weken lang in haar eentje door Nederland, en op haar twaalfde zeven weken over de Waddenzee en de Noordzee.
In mei 2009 maakte Dekker in haar zeilboot een solo-oversteek van Maurik naar Lowestoft in het Verenigd Koninkrijk. De havenautoriteiten vroegen haar vader om haar op de terugweg te begeleiden, omdat ze de tocht voor een 13-jarige te gevaarlijk vonden. Tot de aankomst van haar vader verbleef Dekker een paar uur in een Brits kindertehuis. Toen haar vader was gearriveerd, liet hij haar alsnog alleen met haar boot terug naar Nederland vertrekken.
Vanwege haar plan om een solozeiltocht om de wereld te maken en het feit dat haar ouders dat niet verboden, werd door de Raad voor de Kinderbescherming een zaak aangespannen bij de rechtbank. Na uitspraak in deze zaak in augustus 2009, meldde de familie op 18 december bij de politie dat Laura werd vermist. Ze zou 3.500 euro hebben opgenomen en zou na 17 december niet meer bij haar vader geweest zijn. Ze zou, na de zaak over haar plan de wereld rond te varen, depressief geworden zijn, al had ze aangegeven het schooljaar af te willen maken. Haar boot lag nog in de haven van Maurik. Op 20 december 2009 werd ze gevonden op het eiland Sint Maarten, Op 22 december kwam zij weer aan in Nederland en diezelfde dag vond bij de rechtbank in Utrecht een spoedzitting plaats, aangevraagd door Bureau Jeugdzorg dat haar uit huis wilde plaatsen. Dekker zou van plan zijn geweest op Sint Maarten een zeilboot te kopen, deze op te knappen en daarmee alsnog haar reis te beginnen.
Dekker volgde een havo-opleiding aan een school in Wijk bij Duurstede. Vervolgens heeft ze een jaar op de Pontes Pieter Zeeman in Zierikzee gezeten, terwijl ze in Den Osse woonde.
Op 28 maart 2015 trouwde Dekker op 19-jarige leeftijd in de bergen van Whangarei in Nieuw-Zeeland met een 31-jarige Duitser. Twee jaar later gingen ze uit elkaar. Met haar nieuwe partner, een Nederlander, heeft Dekker twee zoons (geboren in 2018 en 2022). Sinds 2020 biedt ze zeilreizen voor jongeren aan, waarbij ze met het gezin de wereld rondzeilt en jongeren op verschillende plekken kunnen aanmonsteren.

## Zeiltocht rond de wereld

### Plan
Dekker kwam in augustus 2009 na een interview in de Nederlandse krant Algemeen Dagblad wereldwijd in de publiciteit met haar plan voor een solozeiltocht van twee jaar rond de wereld. Ze wilde dit doen als jongste ooit. Op dat moment was de Brit Michael Perham, met zeventien jaar de jongste die solo de wereld rondzeilde.
In mei 2010 keerde de Australische Jessica Watson net voor haar zeventiende verjaardag terug in Sydney van een non-stop soloreis rond de wereld, maar haar reis voldeed niet aan alle criteria van de World Sailing Speed Record Council (WSSRC). Ze was alle meridianen en de evenaar overgestoken, maar had toch onvoldoende afstand afgelegd. De bewondering was er niet minder om, en de ontvangst ook niet. Een maand later liep de zestienjarige Abby Sunderland zodanige averij op in het zuiden van de Indische Oceaan, dat zij haar schip moest verlaten. Ze bevond zich toen tussen Madagaskar en Australië, in een gebied dat volgens het SOLAS-verdrag onder Australië valt. In zwaar weer was haar mast afgebroken. Ze was zó ver van land verwijderd (2000 mijl) dat de Australische autoriteiten een Airbus A330 van Qantas moesten charteren om haar te zoeken; er werd rekening gehouden met een vlucht van veertien uur. Noch reddingshelikopters, noch de vliegtuigen van de kustwacht en marine hebben zo'n groot bereik. De Amerikaanse was vertrokken uit Californië voor een soloreis non-stop in oostelijke richting, maar strandde in Mexico door technische problemen. Toen die opgelost waren, werd Mexico het nieuwe vertrekpunt voor de non-stopreis, maar na het ronden van Kaap Hoorn en het oversteken van de Atlantische Oceaan moest zij haar plan om non-stop te varen opgeven. Door problemen met zowel de 'klassieke' stuurautomaat als de windvaanbesturing was ze genoodzaakt om in Kaapstad aan te leggen voor een reparatie.
Beiden namen risico's die Dekker niet wilde gaan nemen. Zelf vond ze de vergelijking onjuist; ze vond haar reis beter vergelijkbaar met de reizen van Tania Aebi en Robin Lee Graham. Jessica Watson en Abby Sunderland wilden non-stop varen, en waren daardoor aangewezen op de zuidelijke route. Die is korter, maar het weer is er veel slechter. Non-stop varen brengt ook met zich mee dat slechte seizoenen niet vermeden kunnen worden. Abby Sunderland wist dat haar planning met zich mee zou brengen dat ze in de overgang van herfst naar winter in dat gedeelte van de oceaan zou zijn.
De Amerikaanse journalist Pete Thomas zei hierover: "Tot dusver hebben Laura en haar team ongeveer alles goed gedaan voor wat betreft de reisplanning en uitrusting van de boot." Volgens de Australische zeezeiler en avonturier Don McIntyre "draait het in deze sport helemaal om geluk, maar doet ze wat nodig is om het risico tot het minimum te beperken, en neemt ze verstandige beslissingen door voorzichtig te zijn." Een andere Amerikaanse journalist, Tim Zimmermann, beschreef hoe scepsis plaatsmaakte voor stille bewondering naarmate de reis vorderde. Gaandeweg werd duidelijk dat Dekker niet uit was op roem, en maar nauwelijks op een record. Ze liet zien een betrouwbare zeilster te zijn die vooral geïnteresseerd was in de unieke ervaring van een zeilreis rond de wereld in westelijke richting.
Toch bleven er grote twijfel en verdeeldheid binnen en buiten de zeilwereld bestaan. De zeezeiler Lucas Schröder  wilde niet in aanmerking komen voor de Conny van Rietschoten Trofee toen hij vernam dat Laura Dekker ook tot de genomineerden behoorde. Hij was van mening dat door haar te nomineren de jury steeds jongere kinderen zou stimuleren om alleen op zee te gaan varen op zoek naar een record met de mogelijke gevolgen van dien.

De jury zei het besluit van Lucas Schröder te betreuren. De jury verklaarde de nominatie van Dekker als volgt: "Laura Dekker heeft ondanks veel tegenwerking doorgezet en is op weg met haar reis om de wereld. De jury is zeer onder de indruk van haar jeugdige vastberadenheid om een van haar idealen te verwezenlijken en haar enorme doorzettingsvermogen."

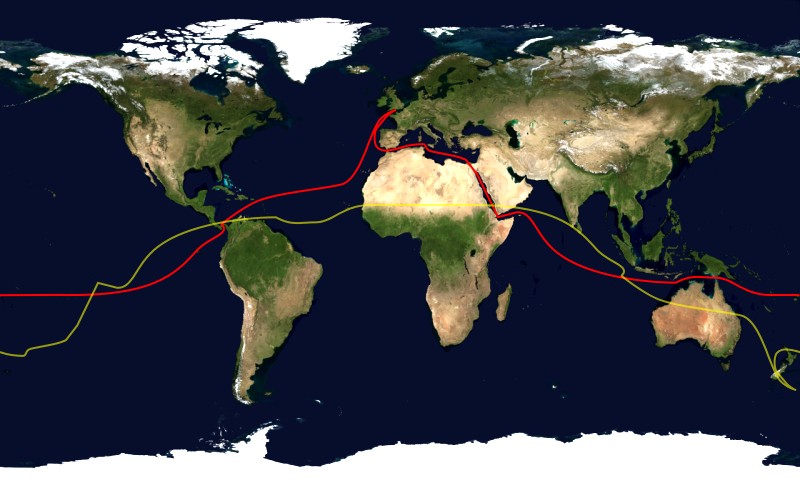
Meest gebruikelijke circumnavigatie en globaal de geplande route van Laura Dekker (in westelijke richting).
Antipodes van de rode route.

Laura Dekker werd in haar plan gesteund door haar vader. Voor de tocht had Dekker de beschikking over een grote zeewaardige zeilboot, een Hurley 800. Hoewel ze al begonnen was de boot uit te rusten voor de reis, werd deze door de autoriteiten waaronder jeugdzorg in beslag genomen.
Een paar weken na het winnen van de rechtszaak aangespannen door jeugdzorg op 27 juli 2010 kocht ze met haar vader een groter schip, een Gin Fizz ketch van Jeanneau, van 11,4 meter. Dit type heeft al rond de wereld gezeild. Het is voorgekomen dat een boot na zo'n wereldreis verkocht werd, en de nieuwe eigenaar er opnieuw mee rond de wereld voer.
Volgens planning zou Dekker via de door wereldzeilers meest bevaren route vanaf Portugal naar Indonesië zeilen. Daar zou worden bekeken of ze zou terugzeilen langs Somalië, via de Golf van Aden, of wanneer daar nog veel piraterij zou zijn, rond Zuid-Afrika. Uiteindelijk is de keus gemaakt voor de route via Zuid-Afrika.

### Bezwaren autoriteiten
Het plan van Dekker om een solozeiltocht om de wereld te gaan maken werd niet verboden door haar ouders, maar de leerplichtambtenaar van haar woonplaats Wijk bij Duurstede tekende bezwaar aan en maakte melding van de zaak bij Bureau Jeugdzorg. Vervolgens stelde de Raad voor de Kinderbescherming een onderzoek in. In gerechtelijke uitspraken op 28 augustus en 30 oktober 2009 werd Dekker onder toezicht gesteld van de Raad voor de Kinderbescherming. Hierdoor werd een vertrek in 2009 verhinderd.
In oktober 2010 verscheen een boek over Dekker en "haar gevecht met Bureau Jeugdzorg en de Raad voor de Kinderbescherming". Het boek Zeilmeisje Laura Dekker - Mijn Verhaal werd geschreven door haar oma Riek Dekker. Volgens uitgeverij De Alk & Heijnen is de zeilster akkoord gegaan met het verhaal zoals het in dit boek is weergegeven.

### Solozeiltocht

De route die Laura Dekker volgde op haar zeiltocht rond de wereld.

- 21 augustus 2010 - Dekker ging van start vanuit Gibraltar.
- 25 augustus 2010 - Ze bereikte de Canarische Eilanden. Ze verbleef meerdere weken op Lanzarote en Gran Canaria, in afwachting van het einde van het orkaanseizoen. Haar tijd bracht ze door met schoolwerk, uitstapjes in de natuur en mensen ontmoeten. Ook haalde ze hier een duikbrevet.
- 18 november 2010 - Dekker kwam aan op São Nicolau (Kaapverdië).
- 2 december 2010 - Ze begon de Atlantische oversteek van 2200 mijl, vertrouwend op de (noordoostelijke) passaat.
- 18 december 2010 - Ondanks twee windstille dagen waarop de motor aangezet moest worden[28] kwam Dekker aan op Sint Maarten.[29]
- 27 februari 2011 - Dekker bracht een tussentijds bezoek aan Nederland van enkele dagen waar ze op de botenbeurs van HISWA presentaties gaf. Hiermee kwam haar recordpoging niet in gevaar, aangezien haar zeiltocht rond de wereld niet non-stop was.
- 7 juni 2011 - Dekker bereikte, na een doortocht door het Panamakanaal, Tahiti in de Stille Oceaan.
- 17 juli 2011 - Ze bereikte Fiji.
- 20 augustus 2011 - Ze bereikte Australië. Het zou nog enkele dagen duren voordat ze Darwin bereikt had.
- 11 november 2011 - Dekker bereikte Durban (Zuid-Afrika). Toen bleek dat ze Guppy al in Darwin had omgevlagd en sindsdien de Nieuw-Zeelandse vlag voerde. De vlag was een verjaardagscadeau van haar toenmalige agent Lyall Mercer. Die had eerder zijn ongenoegen geuit over de geringe aandacht en steun van officiële zijde uit Nieuw-Zeeland.
- 27 november 2011 - Na nog een tussenstop in Port Elizabeth, rondde Dekker Kaap de Goede Hoop en bereikte ze Kaapstad.
- 13 december 2011 - Dekker vertrok uit Kaapstad, voor de laatste etappe naar de Caraïben.
- 21 januari 2012 - Ze kwam aan op het eiland Sint Maarten.

## Boot

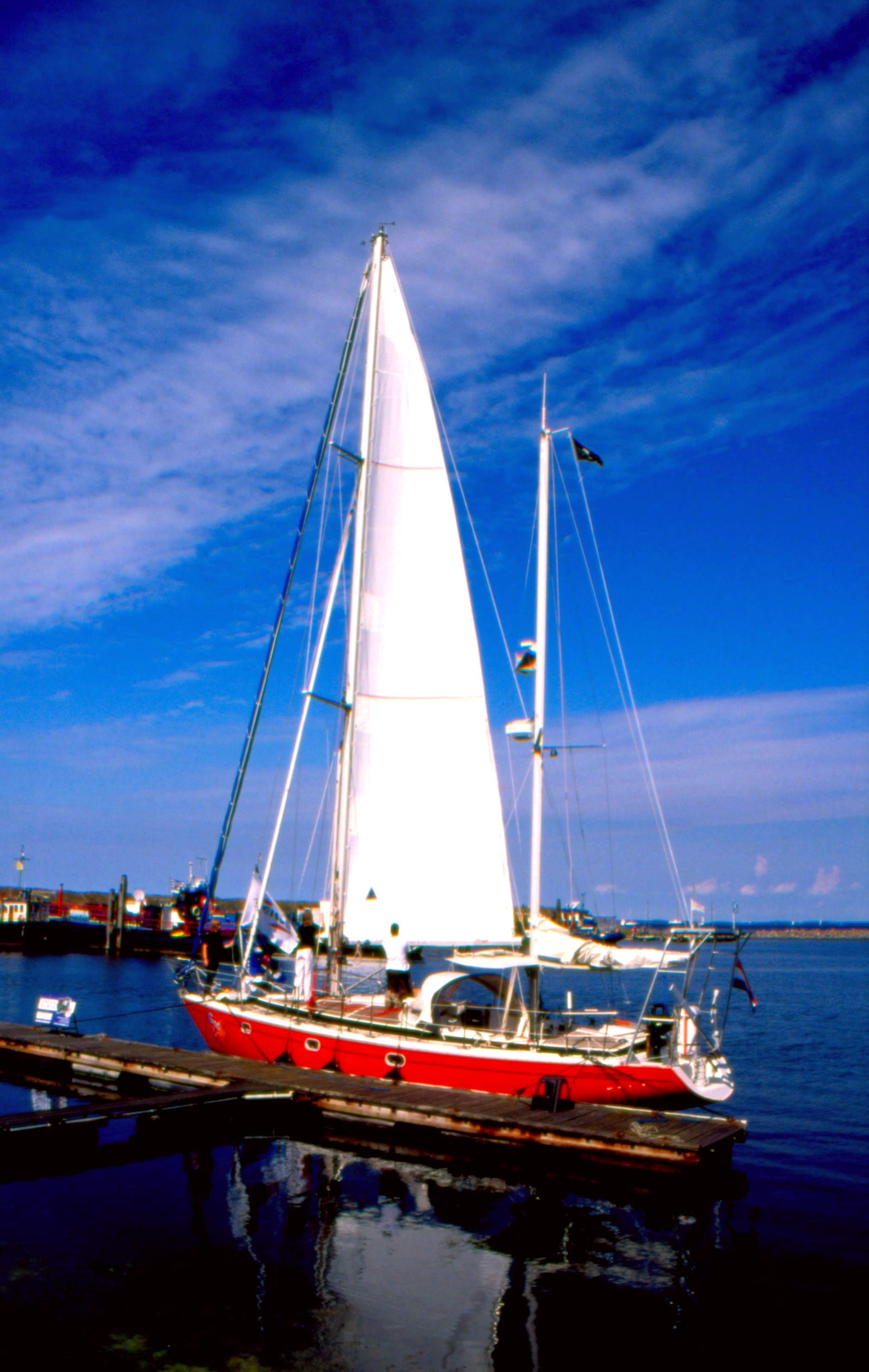
Jacht Guppy in Den Osse, op 3 augustus 2010

Laura's boot Guppy, een Gin Fizz ketch van Jeanneau, heeft een lengte van 11,40 meter (37' 6") en een breedte van 3,76 meter. De lengte op de waterlijn is 9,15 meter, de diepgang 1,90 meter. Het is een tweemaster die tussen 1978 en 1984 door de Franse jachtbouwer Jeanneau geproduceerd werd.
Na de aanschaf begin 2010 werd het meer dan dertig jaar oude schip bijna geheel vernieuwd. De romp werd voorzien van nieuwe laklagen en anti-aanslagmiddel. Er kwam een nieuwe hoofdmotor in, een Volvo Penta van 40 pk, en de keerkoppeling werd gereviseerd. Er werd een tweede aandrijving geplaatst; een Yanmar 10 pk hulpmotor, die zowel de generator kon aandrijven als een tweeblads-klapschroef die als tweede schroef fungeerde. Die extra schroef en de aandrijving werd direct naast de scheg aan stuurboord geplaatst, ongeveer een meter voor de hoofdschroef. Daarvoor werd een kleine nieuwe scheg onder de romp aangebracht. Op het achterdek boven de spiegel werd een aluminium frame geplaatst om de zonnepanelen te monteren.
Er werd een nieuw roer aangebracht, met een afwijkend ontwerp ten opzichte van het origineel om de balans te verbeteren. Ook werd een windvaanbesturing geplaatst, en werd de mogelijkheid aangebracht om bij problemen met de besturing het stuurwiel los te koppelen en de boot met een helmstok te sturen. De verstaging werd vernieuwd en verbeterd, en de zeilset werd helemaal vernieuwd.
De doop en tewaterlating vond plaats op zondag 2 mei 2010. Bij een proefvaart op 7 mei bleek de boot "enorm hard" te gaan, en bleek dat "de Grevelingen een beetje te klein is".
Ook werden moderne veiligheidsvoorzieningen aangebracht: radar, EPIRB, SART, AIS transponder, sextant en twee actieve radar-reflectoren. Verder werden twee waterdichte shockproof laptops met ingebouwde GPS en navigatiesoftware klaargemaakt voor de reis. Alle zeekaarten van de door Dekker te varen route zaten hier in. Alle kaarten waren ook op papier aanwezig.
Er was een iridium tracking system aan boord waarop het team in Nederland 24 uur per dag kon zien waar het schip zich bevond en welke koers en snelheid er gevaren werd.
Voor de communicatie aan boord had Dekker de beschikking over twee marifoons met DSC, handheld VHF, twee satelliettelefoons en een GSM.
Volgens het Binnenvaartpolitiereglement, artikel 1.09, is het voor een schipper jonger dan zestien jaar verboden om een zeilboot langer dan zeven meter te besturen op Nederlandse binnenwateren. Dit betekende dat Dekker de boot tot 2012 niet kon gebruiken voor solozeiltochten op Nederlandse binnenwateren. Haar soloreis rondom de wereld begon niet in Nederland, maar zou volgens planning in Portimão beginnen. De Portugese autoriteiten, gewaarschuwd door Nederland, stonden echter evenmin toe dat zij haar boot solo zou varen in hun territoriale wateren, zodat er voor de start uitgeweken moest worden naar Gibraltar. Een Portugese politieboot voer mee tot twaalf mijl uit de kust, toen Laura en haar vader uit Portimão vertrokken. Bedoeld of onbedoeld gaf Portugal daarmee ook aan dat een oversteek via de Azoren of Madeira niet mogelijk was.

## Trivia
- De term zeilmeisje eindigde als zevende in de verkiezing van het Woord van het jaar 2009.[34]
- In 2013 deed Dekker mee aan het AVRO-spelprogramma Atlas, waar ze in de achtste aflevering het programma moest verlaten.
- In mei 2013 verscheen Een meisje, een droom, haar boek waarin de solo-reis uiteengezet wordt weergegeven.
- In 2014 deed Dekker mee aan het RTL-programma Expeditie Poolcirkel dat ze won.
- Op 11 oktober 2019 heeft Laura in Hamburg een schip gedoopt en werd Laura meter van het nieuwe expeditieschip Hanseatic Inspiration.